# Jean Boillot
Pour les articles homonymes, voir Jean Boillot (homonymie) et Boillot.
 Jean Boillot, né le 6 février 1926 à Jougne (Doubs) et mort le 29 mars 2010 à Paris, est une personnalité française du monde des affaires, ancien dirigeant de Peugeot.

## Biographie
Licencié en droit, il entre chez Peugeot à 28 ans après deux années passées au Crédit lyonnais. Directeur des ventes, puis, à partir de 1974, directeur commercial, il a fait l'essentiel de sa carrière chez Peugeot. En 1984, le président du directoire de PSA, Jacques Calvet, le nomme président de Peugeot. Pilier du projet de la Peugeot 205, le grand succès du modèle permet à la marque au lion de sortir de la crise.
Il donne le feu vert au lancement de la 205 GTI et relance un programme de compétition en rallyes, sous la responsabilité de Jean Todt, récompensé par deux titres de champions du monde (en 1985 et 1986) face à Audi et Lancia. Vice-président de PSA de 1999 à 2007, il assure la continuité du groupe après le décès du président du conseil de surveillance Pierre Peugeot.
Il décède le 29 mars 2010, à 84 ans.
Il faut noter que Jean Boillot n'a pas de lien de parenté avec Georges Boillot et André Boillot les coureurs automobiles de la marque Peugeot.

## Décorations et distinctions
- Officier de la Légion d'Honneur, Chevalier de l'Ordre national du Mérite;
- Lauréat du prix Grand siècle (1987);
- Médaille d'or de la Jeunesse et des Sports.